# Il mondo di Nina
voci martina sinibaldi Il mondo di Nina (Nina's World) è una serie animata statunitense-canadese-messicane per bambini prodotta dalla The Canadian Broadcasting Corporation, Pipeline Productions, 9 Story Entertainment, Televisa, Sprout Original Series e NBC Universal Television dal 26 settembre 2015 al 24 marzo 2018. In Italia è stata trasmessa su Cartoonito nel biennio 2017/2018.

## Trama
La serie narra le avventure della bambina latina di sei anni Nina Sabrina Flores.

## Personaggi e voci
- Nina Sabrina Flores - Voce originale di Isabella Farrier e italiana di Emanuela Ionica, è una curiosa ed entusiasta bambina di 6 anni dal grande cuore, che ama condividere le sue attività con gli amici e i familiari.
- Nonna Yolie - Voce originale di Rita Moreno e italiana di Valeria Perilli, è la nonna materna di Nina che vive con la famiglia. È una donna energica e sempre in movimento, ha un forte senso dell'umorismo e dice quello che pensa.
- Signora Flores ovvero Mami - Voce originale di Michele Pepe e italiana di Emanuela Damasio, è la calorosa e accogliente madre di Nina. È un'ottima ballerina e spesso si scatena insieme a Nina a ritmo di musica latina.
- Signor Flores ovvero Papi - Voce originale di David Torres e italiana di Daniele Raffaeli, è il padre di Nina, un uomo amichevole e divertente. Ama cantare mentre cucina e spesso duetta con la piccola Nina inventando nuove canzoni divertenti.
- Carlos - Voce originale di Enrique Lopez e italiana di Laura Amadei
- Chelsea B. - Voce originale di Bronwen Holmes e italiana di Lucrezia Marricchi
- Stella - Voce originale di Tabitha St. Germain e italiana di Barbara Pitotti, è un pupazzo di peluche a forma di stella, nonché l'inseparabile amico di Nina; insieme vanno alla scoperta del mondo che li circonda. Spesso cerca di dare delle spiegazioni un po' surreali e divertenti a ciò che gli succede.
- Tio Xavier - Voce originale di Edwin Perez e italiana di Gabriele Sabatini, è paziente, adora mostrare a Nina gli strumenti musicali che provengono da ogni parte del mondo e quando finisce di fare lezione all'Università locale, fa giocare in cortile Nina e i suoi amici.

## Sigla
La canzone della sigla italiana "Il mondo di Nina" è interpretata da Ilaria De Rosa, nei titoli di coda invece, la sigla è strumentale.